# Cornelis van Boeschoten
Cornelis van Boeschoten (Wijk bij Duurstede, 26 februari 1845 - Den Haag, 10 november 1927) was een Nederlands-Transvaals onderwijzer en staatsman.

## Biografie
Van Boeschoten vertrok op 16-jarige leeftijd met zijn ouders naar de Zuid-Afrikaansche Republiek (Transvaal), waar zijn vader in Zoutpansberg grond kocht om een plantage te beginnen. In 1866 overleden zijn ouders aan malaria waarna hij zelf voor zijn broers en zussen moest zorgen. Hij diende een tijdlang voor de Nederduits Hervormde Kerk van Schoemansdal, totdat deze ontruimd werd vanwege een aanval van de Venda. Hierop maakte hij carrière in het onderwijs en werd in 1872 benoemd tot schoolhoofd in Pretoria.
Van Boeschoten werd in 1881 ambtenaar en secretaris van de Uitvoerende Raad en schopte het uiteindelijk tot waarnemend staatssecretaris voor Willem Johannes Leyds, die vanwege een keelaandoening een tijdlang in Europa verbleef voor een kuur. Hij vergezelde Paul Kruger toen deze naar Europa uitweek tijdens de Tweede Boerenoorlog en diende hem tot kort voor zijn dood in 1904.
Van Boeschoten bracht in 1913 nog eenmaal een bezoek aan Zuid-Afrika en keerde daarna terug naar Den Haag. Daar overleed hij in 1927; zijn begrafenis werd bijgewoond door Leyds.